# Mossos d'Esquadra
.

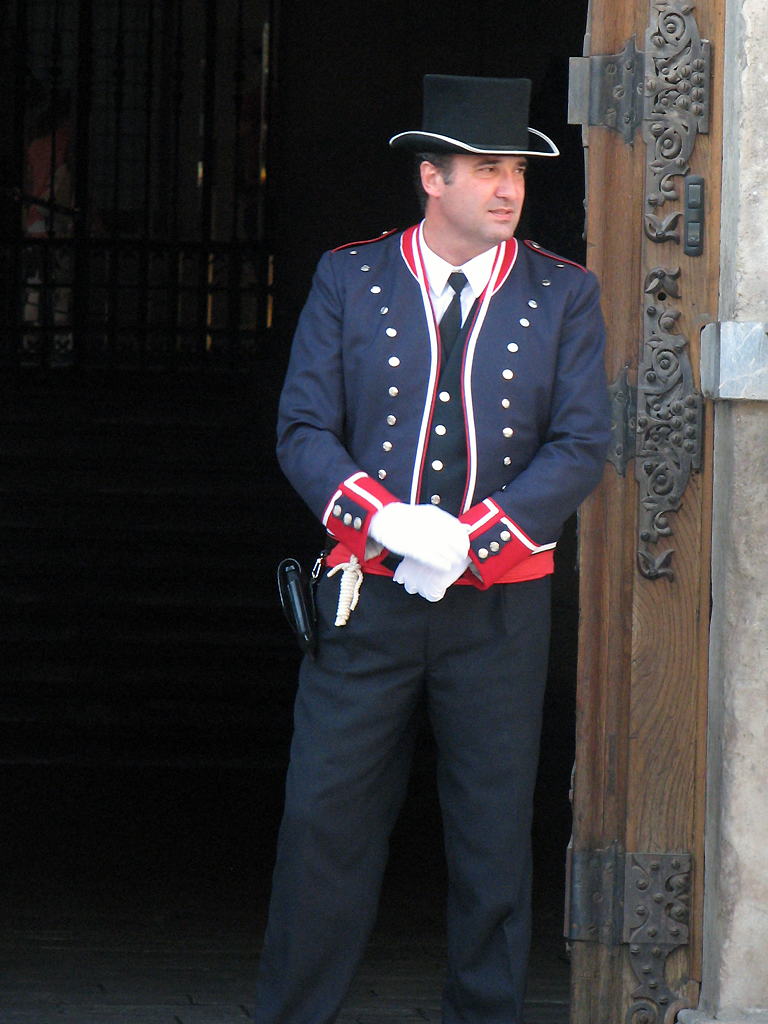
Mosso d'Esquadra en tenue d'apparat

Les Mossos d'Esquadra (traduction en français : « agents d'escadron » ; nom complet en catalan : Policia de la Generalitat de Catalunya-Mossos d'Esquadra ; nom complet en espagnol : Policía de la Generalitat-Mozos de Escuadra) sont la force de police autonome de la Catalogne. 
Les Mossos, créés en 1983 à la suite d'unités datant du XVIIIe siècle, sont la force de police civile la plus ancienne d'Europe,. Les Mossos d'Esquadra remplacent largement la Police nationale et la Garde civile, laissant ces deux corps à des tâches spécifiques en Catalogne.

## Histoire
Les premiers escadrons remontent au XVIIIe siècle et sont créés en remplacement des somatenes du général Josep Moragues. En 1718, le gouverneur de Tarragone signe un décret visant la création d'escadrons de civils armés (de jeunes paysans) qui constituent l'embryon des Mossos d'Esquadra.
La création du corps sous sa forme actuelle date du 14 juillet 1983, et les Mossos n'ont dès lors pas cessé de voir leur domaine de compétence s'accroître. À l'issue d'un processus entamé en 1994 et achevé en 2008, les Mossos d'Esquadra ont remplacé la Police nationale et la Garde civile (Guardia Civil) dans leurs principales compétences. Cette dernière demeure toutefois compétente dans des domaines tels que l'immigration ou la lutte contre le terrorisme. 
En 2016, la police catalane dispose de 21 000 agents et officiers de police judiciaire.
Eduard Sallent i Peña (ca) est le commissaire principal des Mossos d'Esquadra depuis 2022.
Le 6 octobre 2017, à la suite du référendum sur l'indépendance de la Catalogne — déclaré illégal par le Tribunal constitutionnel —, Josep Lluís Trapero est poursuivi par la justice espagnole pour sédition,. L'accusation porte sur la lenteur de l'intervention de la police catalane pour venir en aide à la Garde civile prise à partie par des manifestants et pour ne pas s'être opposée à l'ouverture des bureaux de vote comme l'avait ordonné la justice (une forme de passivité, voire de complaisance envers les partisans de l'autonomie est notée par le journal ABC). Il est inculpé avec deux autres personnes et laissé en liberté.

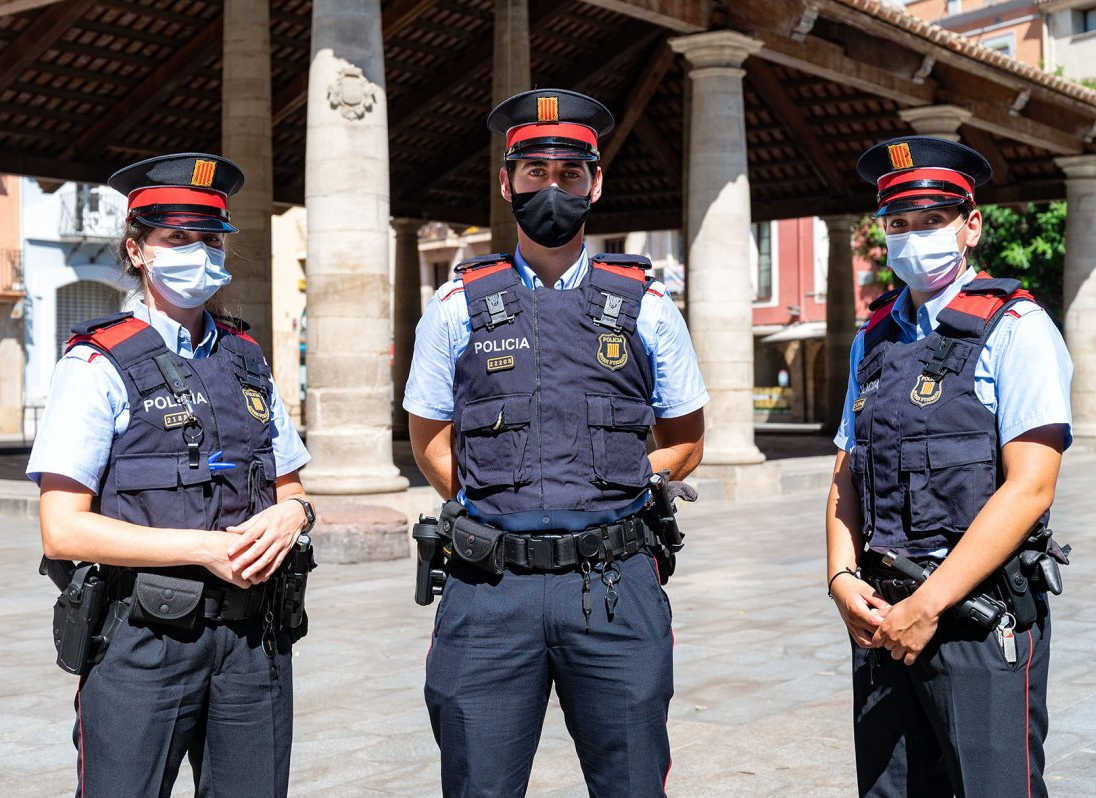
Agents de police

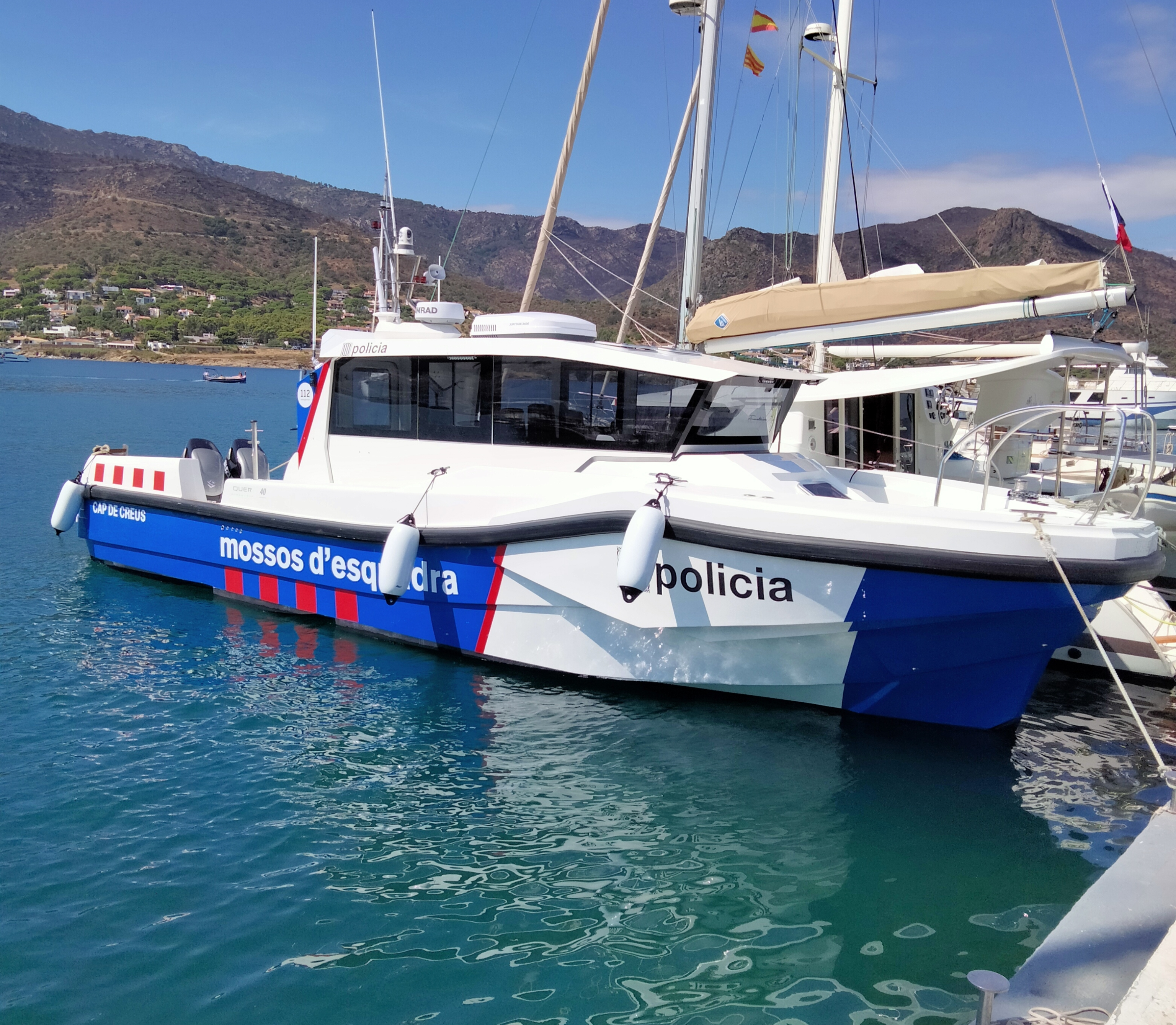
Patrouille maritime

.
.

## Organisation des services
Le décret 243/2007 établit les rangs ou niveaux suivants des corps de police : 
- Direction générale de la Police : exerce le commandement général du corps.
- Sous-Direction opérationnelle de la Police : exerce le commandement sur les 3 commissariats généraux les plus opérationnels.
- 4 commissariats généraux : chacun d'eux commande l'un des grands services de police: le territorial, les moyens, la police judiciaire et la planification du corps lui-même.
- 9 régions de police et les 10 divisions : chaque région de police exerce le commandement sur la structure de police territorialisée; et chaque division exerce le commandement sur une structure centrale spécifique. Les régions et les divisions ont tendance à avoir plusieurs centaines de personnes, voire des milliers.
- 127 zones : chacune exerce le commandement direct de la structure qui développe les objectifs spécifiques de la police catalane. Les zones ont tendance à avoir plusieurs dizaines ou centaines de personnes.
- différentes unités dépendantes : chacune exécute opérationnellement une mission de police spécifique (patrouiller sur un territoire spécifique, enquêter sur un type de crime spécifique, agir dans des circonstances spécifiques, etc.). Les unités comptent généralement quelques dizaines de personnes.
- différents groupes dépendants : chaque unité est organisée en interne en groupes de travail. Ils ont tendance à être de petits groupes de personnes.

## Règles d'admission
Pour intégrer le corps des Mossos de Escuadra, les candidats doivent remplir plusieurs conditions :
- avoir la nationalité espagnole, conformément à la législation en vigueur.
- avoir au moins 18 ans et ne pas dépasser l'âge fixé pour la retraite obligatoire.
- être titulaire d'un baccalauréat, d'un diplôme technique ou d'un autre diplôme équivalent ou supérieur. Dans le cas d'un diplôme obtenu à l'étranger, il est nécessaire de disposer de l'homologation correspondante de l'organisme compétent.
- avoir un indice de masse corporelle Quetelet compris entre 18,5 et 30.
- ne faire partie d'aucune des causes d'exclusion médicale énumérées dans l'appel à candidatures.
- avoir un niveau C1 en catalan ou passer le test correspondant lors de la sélection.
- être titulaire d'un permis de conduire de type B.
- s'engager à porter des armes par le biais d'une déclaration sur l'honneur.
- avoir un casier judiciaire vierge et ne pas faire l'objet d'une interdiction totale ou partielle d'exercer des fonctions ou des emplois publics en vertu d'une décision judiciaire définitive.
- ne pas avoir fait l'objet d'une procédure disciplinaire de licenciement au sein de l'une des administrations publiques ou des organes constitutionnels ou statutaires des Communautés autonomes.

En outre, les candidats doivent passer un examen théorique, un test psychotechnique et une série de tests physiques.

## Tenues

### Tenue d'apparat
Le décret 184/1995 décrit la tenue d'apparat des Mossos d'Esquadra, qui s'inspire de l'uniforme traditionnel du XIXe siècle. Les aspects qui attirent le plus l'attention sur l'uniforme de cérémonie sont l'utilisation de l'espadrille Valls et du chapeau à haut bord avec ceinture du drapeau catalan, tous deux caractéristiques de l'uniforme historique traditionnel. Les chaussures « se composent d'espadrilles avec un ruban bleu et de chaussettes blanches, ou de chaussures, par mauvais temps, qui doivent être en cuir noir avec des lacets ». Le couvre-chef est un « chapeau haut de forme haut, avec la ceinture Catalunya sur le côté gauche ».
La tenue se compose d'une veste « courte, avec des poignets rouges et appliqués sur une pièce bleue à trois boutons, le tout riveté de ruban et cordon blancs et boutonné d'argent avec les armoiries de la Généralité de Catalogne avec douze boutons de chaque côté ; à partir des épaules, poches en bande rouge rivetées en blanc. Au dos, des coutures rivetées de rouge qui forment deux plis de même couleur à la taille, avec trois boutons chacun ». Le gilet « est simple, bleu marine, avec cinq boutons argentés avec les armoiries de la Généralité ». Cachée par le gilet se trouve la ceinture de tissu « rouge légèrement saillante ». La seconde ceinture est en cuir noir et porte l'étui d'arme et l'entrave de corde blanche. Sous la veste est portée une chemise « de popeline blanche, avec un col repassé, des manches longues et une poche sur le côté gauche de la poitrine » portée avec une cravate noir mat.
Le pantalon « est droit, du même tissu et de la même couleur bleu marine foncé que la veste, avec un pli de chaque côté. Il possède trois poches à deux rabats, une à l'arrière et une à chaque devant. Il a un rivet rouge le long des coutures extérieures des jambes. Il s'adapte en matière de tissu à la saisonnalité et aux conditions climatologiques ». Les chaussettes  sont blanches, « bien que dans le cas exceptionnel du port de chaussures, elles seront noires » (car la tenue ne comporte pas de chaussures mais des espadrilles).
La tenue est complétée par des gants blancs et en hiver, par une cape, qui est « bleu marine foncé, avec revers et col rouges, à l'intérieur avec une patte/portefeuille bleu marine et trois boutons de chaque côté du col ».
La légende populaire et poétique considère que les Mossos portent espadrilles et haut-de-forme pour exprimer la volonté de servir les pauvres et les riches de la même manière. Les espadrilles représenteraient les citoyens les plus humbles et le chapeau haut-de-forme, les classes les plus favorisées. Selon une autre version, moins poétique mais plus conforme à la réalité, il s'agit simplement d'utiliser la chaussure traditionnelle et quotidienne de la Catalogne rurale des siècles précédents, l'espadrille en chanvre tressé, et le chapeau haut de forme était simplement une pièce d'uniforme très courante dès le début du XIXe siècle.
Le cordon blanc de 90 cm qui pend à droite de la ceinture est une entrave de corde qui servait autrefois de menottes.

### Tenue de service
La tenue de service actuelle est constituée d'un pantalon bleu marine, d'une chemise bleu clair et d'un gilet technique avec la mention « Policia » et l'écusson des Mossos. La casquette comporte un large ruban rouge. Une ceinture porte-accessoires permet d'accrocher le petit matériel d'intervention et l'arme de service, un pistolet semi-automatique (différents modèles).

## Grades
La hiérarchie des Mossos d'Esquadra s'établit ainsi:
- major (major);
- commissaire (comissari);
- intendant (intendent);
- inspecteur (inspector);
- sous-inspecteur (sotsinspector);
- sergent (sergent);
- caporal (caporal);
- agent (mosso).

| Grade   | Mosso | Caporal | Sergent | Sotsinspector | Inspector | Intendent | Comissari | Major |
| Insigne |       |         |         |               |           |           |           |       |

## Personnalités

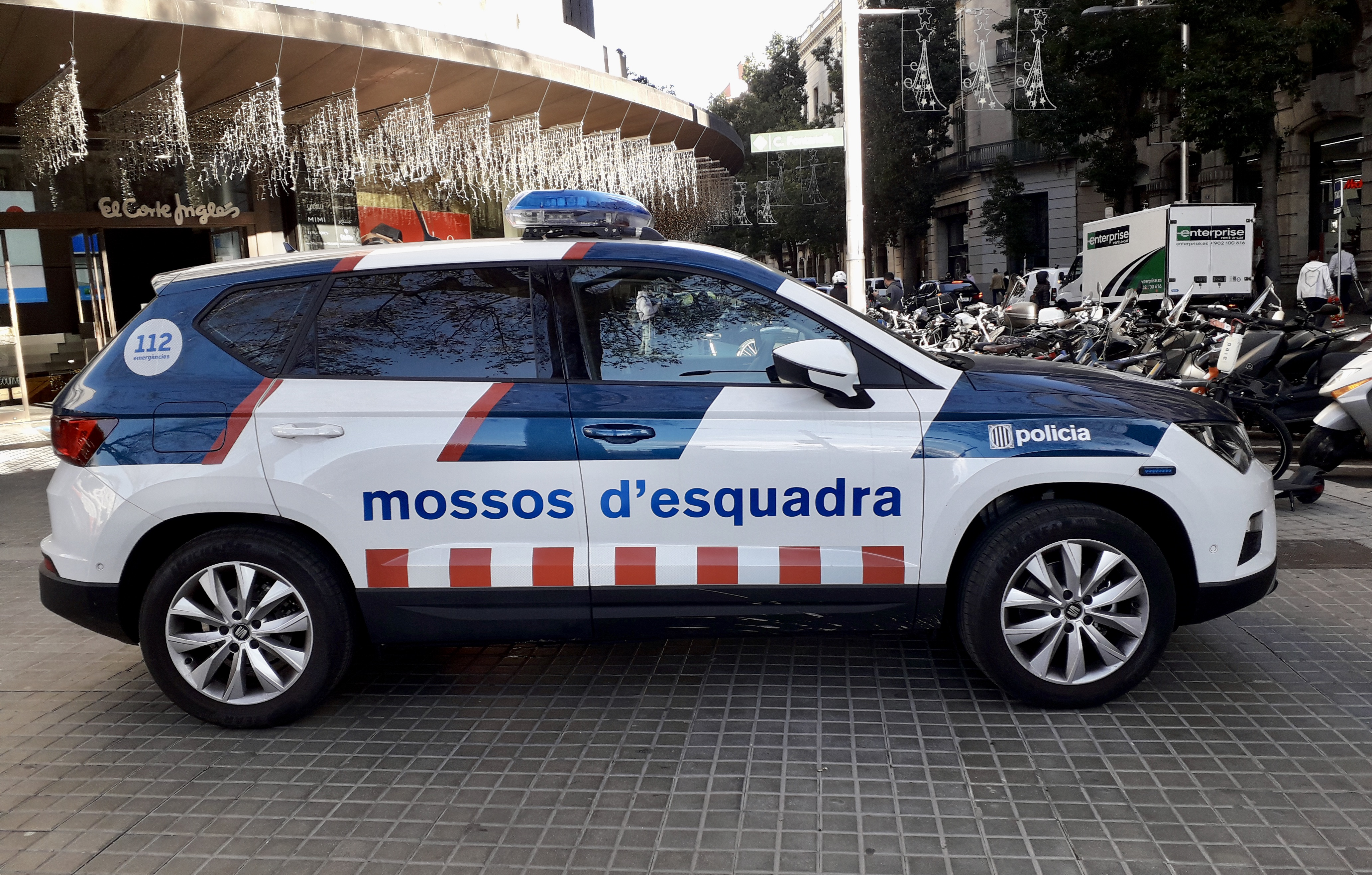
Voiture de patrouille

- Miquel Sellarès i Perelló (1946-), directeur général de la sécurité publique du Gouvernement de Catalogne en 1983-84.
- Josep Lluís Trapero (1965-), major des Mossos d'Esquadra lors du référendum sur l'indépendance.
- Marta Reina Izquiano (1970-), première personne trans à être nommée dans le corps des Mossos en 2016[10].

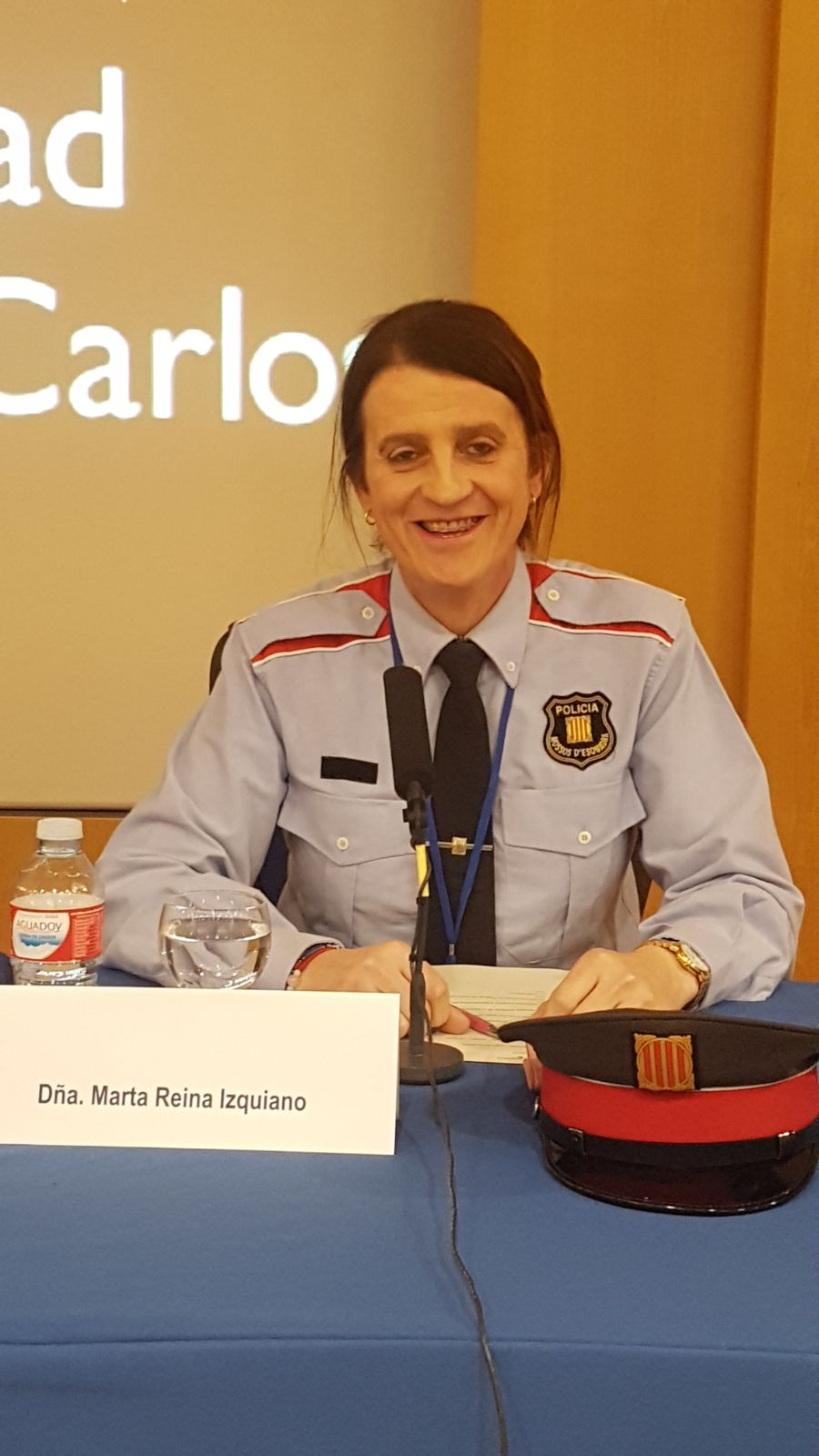
Marta Reina Izquiano, en uniforme des Mossos.